# 裏岩菅山
裏岩菅山（うらいわすげやま）は、長野県下高井郡山ノ内町にある山である。標高2,341m。

## 概要
岩菅山より稜線沿い北東約1.5kmにある、志賀高原の最高点、さらに稜線沿い北東に烏帽子岳（2.230m）があり、頂上は360度の展望がある。

## 登山
岩菅山に登ってから、稜線沿いに登頂することが多い。